# Eburodacrys laevicornis
Eburodacrys laevicornis är en skalbaggsart som beskrevs av Bates 1884. Eburodacrys laevicornis ingår i släktet Eburodacrys och familjen långhorningar.
Artens utbredningsområde är:
- Nicaragua.
- Panama.
- Venezuela.

Inga underarter finns listade i Catalogue of Life.